# The Dead Milkmen
The Dead Milkmen is een Amerikaanse punkrockgroep uit Philadelphia. De groep wordt gekenmerkt door hun droogkomische en satirische teksten.

## Geschiedenis
De groep werd in 1983 opgericht door Joe Genaro ("Joe Jack Talcum", zang en gitaar), Rodney Linderman ("Rodney Anonymous", zang en toetsen), Dean Sabatino ("Dean Clean", drums) en Dave Schulthise ("Dave Blood", basgitaar). De groep behaalde bescheiden successen met de nummers Bitchin' Camaro (1985) en Punk Rock Girl (1988) en gaf acht studioalbums uit tot de groep in 1995 werd opgeheven.
Dave Schulthise pleegde in 2004 zelfmoord en de overige groepsleden, met Dan Stevens ("Dandrew") als bassist, gaven twee herdenkingsconcerten. In 2008 kwamen de groepsleden weer bij elkaar, nogmaals met Dan Stevens als bassist. Sindsdien treedt de groep regelmatig op en zijn er twee nieuwe albums uitgebracht.

## Discografie
Studioalbums
- Big Lizard in My Backyard (1985)
- Eat Your Paisley (1986)
- Bucky Fellini (1987)
- Beelzebubba (1988)
- Metaphysical Graffiti (1990)
- Soul Rotation (1992)
- Not Richard, But Dick (1993)
- Stoney's Extra Stout (Pig) (1995)
- The King in Yellow (2011)
- Pretty Music for Pretty People (2014)

Livealbums
- Chaos Rules — Live at the Trocadero (1994)

Compilaties
- Now We Are 10 (1993)
- Death Rides a Pale Cow (The Ultimate Collection) (1997)
- Cream of the Crop (1998)
- Now We Are 20 (2003)
- The Dead Milkmen Present: Philadelphia In Love DVD (2003)